# Valmartina Editore
Valmartina Editore, conosciuta anche come Valmartina Editore Firenze, è stata una casa editrice fondata a Padova negli anni quaranta, poi spostatasi a Firenze negli anni cinquanta; attualmente è un marchio del gruppo DeAgostini impiegato per pubblicazioni scolastiche. 

## Storia

### Gli anni cinquanta e sessanta
Fondata a Padova, la sede negli anni cinquanta fu spostata in via Mannelli 85 a Firenze.
Negli anni sessanta e settanta, con sede in via Capodimondo 66, si concentrò essenzialmente su corsi di lingue. Per questi, furono stesi accordi con la Hachette per il francese, e con la BBC per l'inglese, grazie ai quali era possibile distribuire in Italia Calling All Beginners, uno dei primi corsi semi interattivi, in cui era possibile utilizzare anche delle registrazioni audio su dischi microsolco. I corsi erano composti di diversi fascicoli, anche se non mancavano versioni brevi con un solo libro e disco. 
Per le altre lingue vi erano altri corsi. A questi si affiancavano altri testi per imparare le lingue settoriali ed una vera e propria rivista di cultura umanistica, denominata Le lingue del mondo, con inclusi dei dischi per ogni uscita. La rivista, che aveva iniziato le proprie uscite nel 1936, era stata acquisita da Valmartina e modernizzata. La peculiarità della rivista era quella di ospitare pubblicità di testi di lingue editi da altre case. 
A metà del decennio l'editore aveva in catalogo diverse riviste e libri; dalle collane "autodidatta" ai veri e propri corsi di lingua inglese, francese, spagnolo, russo, ungherese, giapponese, etc. sviluppati in diverse tipologie e formati. 
Non mancavano libri di grande formato con tavole a colori e in bianco e nero, carte topografiche, piantine, eccetera. 
Vi era una collaborazione con la ERI, Edizioni Rai Radiotelevisione Italiana, che ripredneva corsi trasmessi dalla tv.

### Gli anni settanta e ottanta
Negli anni settanta la Valmartina iniziò a sviluppare guide dettagliate di viaggio per i diversi paesi del mondo, denominate Guide Fodor, e guide tascabili denominate I manuali del turista che, oltre a cenni sul paese da visitare, riferimenti a costumi locali e numeri utili, includevano anche le frasi più utili da impiegare per comunicare.  
Da segnalare, nel 1971, una versione inglese del Pinocchio di Collodi, con le foto di scena del film di Comencini. Nel 1971 venne tradotto anche il libro di Henri Lefebvre, Linguaggio e società.
Negli anni ottanta continuò anche la pubblicazione della collana "prestissimo!" per imparare le frasi più usate.  
La sede dell'editore si era spostata nel frattempo in viale Gramsci 42 e, successivamente, in via dei Servi 13. La casa editrice iniziò una collaborazione con la ERI per la pubblicazione di libri di lingua aggiornati. 

### Dagli anni novanta ad oggi
Nel 1991 la casa editrice viene fusa con il marchio Petrini, editore di Torino. Questo, assieme ad altri editori divenuti marchi (Marietti, Garzanti, Cideb, Ghisetti & Corvi e Liviana), Valmartina viene assorbita nel 1994 da De Agostini, divenendo brand di settore di DeAScuola, utilizzato per editoria formativa e scolastica anche interattiva prodotta da De Agostini Scuola.

## Collane principali
- Prestissimo!
- Guide Fodor
- Parliamo